# 柏木風太朗
九太朗（きゅうたろう、1956年6月23日 - ）は、日本の俳優。
愛知県出身旧芸名は、柏木風太朗。身長164cm、体重65kg。目下フリー

## 出演

### テレビドラマ

#### NHK 大河ドラマ
- 武田信玄（1988年）近習、若侍、使者
- 春日局（1989年）伝令
- 翔ぶが如く（1990年）農民
- 太平記（1991年）小舎人
- 信長（1992年）
- 琉球の風（1993年1月 - 6月）
- 炎立つ（1993年7月 - 1994年3月）
- 八代将軍吉宗（1995年）
- 秀吉（1996年）長屋の人々
- 毛利元就（1997年）塩冶興久
- 徳川慶喜（1998年）
- 葵 徳川三代（2000年）与次郎太夫 役
- 北条時宗（2001年）佐々木氏信
- 義経（2005年）源氏の武者
- 篤姫（2008年）小松家の用人
- 真田丸（2016年）治兵衛

#### NHK 朝の連続テレビ小説
- すずらん
- こころ
- 純情きらり（2006年）
- ゲゲゲの女房
- なつぞら

#### NHK 金曜時代劇
- 逃亡（2002年）レギュラー・丑松

#### その他
- ブランド刑事 第1話（2006年1月18日）ゲスト
- 君がくれた夏 〜がんばれば、幸せになれるよ〜（2007年）
- 仮面ライダーW 第3、4話（2009年）ゲスト・優子の父
- 星空ホスピタル
- はるちゃん
- ガラスの仮面2 第4話（1998年5月4日）ゲスト※クレジット表示では「九太郎」と誤表記
- 結婚しようよ
- 私の青空2002
- ショカツ
- ナオミ
- 女優・杏子
- 君と出逢ってから
- 結婚泥棒
- 真昼の月 (1996年）
- 天使のわけまえ
- 祝女〜shukujo〜
- ニセ医者と呼ばれて 〜沖縄・最後の医介輔〜
- ヤメ刑探偵 加賀美塔子2
- マルホの女〜保険犯罪調査員〜第3話（2014年）ゲスト・小木広男
- 松本清張ドラマスペシャル・死の発送（2014年）
- Woman（日本テレビ）
- Dr.倫太郎（日本テレビ）
- NHK 土曜ドラマ「足尾から来た女」小川
- 夏目漱石の妻（NHK）修善寺菊屋の番頭
- WOWOW 連続ドラマW 「60 誤判対策室」（熊切和嘉監督）
- NHK SPドラマ2018「満願」万灯回（萩生田宏治監督）
- 離婚弁護士 第9話（2004年6月10日、フジテレビ）
- 金曜エンタテイメント「京都食い道楽!古本屋探偵ミステリー2」（2004年5月28日、フジテレビ） - 老人ホームの介護士
- 金曜プレステージ「奥様は警視総監3」（2008年7月11日、フジテレビ）

### 映画
- 震動（平野朝美監督）
- 冬の楽園（篠原哲雄監督）
- あやしい彼女（水田伸生監督）
- せんそうはしらない（神保慶政監督）
- 猿ロック（前田哲監督）
- うるう年の少女（天野千尋監督）
- なくもんか（水田伸生監督）
- やじきた道中 てれすこ（平山秀幸監督）
- みんなやってるかい（ビートたけし第1回監督作品）